# Helena Fagertun
Helena Fagertun, född 1984 i Skellefteå, är en svensk översättare av engelsk-, dansk- och norskspråkig prosa, dramatik och poesi.
Fagertun har bland annat översatt verk av Aischylos, Anna Kavan, Helen Keller, Anaïs Nin, Shirley Jackson och Kate Zambreno. Fagertun var chefredaktör för tidskriften Provins åren 2015–2017.